# كاثرين غافين
كاثرين غافين (بالإنجليزية: Catherine Gavin)‏ (1907، أبردين في المملكة المتحدة - 2001)؛ مؤرخة، مراسلة عسكرية، محاضرة وروائية بريطانية.